# Protopaussus
Protopaussus – rodzaj myrmekofilnego chrząszcza z podrodziny Paussinae, rodziny biegaczowatych. Stanowi jedyny rodzaj w plemieniu Protopaussini. Opisano dziewięć gatunków Protopaussus, w tym jeden wymarły, znany z inkluzji w dominikańskim bursztynie. Obecny zasięg występowania rodzaju obejmuje krainę orientalną i południowo-wschodnią część Palearktyki. Larwy tych chrząszczy nie są znane, a myrmekofilny tryb życia przypuszcza się na podstawie adaptacji morfologicznych, a nie obserwacji przyżyciowych.

## Gatunki
- Protopaussus feae Gestro, 1892
- Protopaussus javanus Wasmann, 1912
- Protopaussus jeanneli Luna de Carvalho, 1967
- Protopaussus almorensis Champion, 1923
- Protopaussus bakeri Heller, 1914
- Protopaussus basilewskyi Luna de Carvallo, 1967
- Protopaussus kaszabi Luna de Carvallo, 1967
- Protopaussus pristinus Nagel, 1997
- Protopaussus walkeri C.O. Waterhouse, 1897